# منطقه پنجاب
پنجاب (‎i‎/ˈpʌndʒɑːb/‎ یا ‎/ˈpʌndʒæb/‎), panj-āb, «پنج رودخانه». (زبان پنجابی: ਪੁੰਜਾਬ  (گرمکهی);  پنجاب (شاه‌مکهی); पुंजाब  (دیواناگری) )  یا پانچانادا یا پنتاپوتامی، منطقه‌ای جغرافیایی در آسیای جنوبی است که اراضی وسیعی را در شرق پاکستان و بخش کوچک شمال‌شرقی هند در بر می‌گیرد. در پاکستان، این منطقه در برگیرندهٔ پنجاب پاکستان و قسمت‌هایی از ناحیه پایتختی اسلام‌آباد است. در هند، ایالت پنجاب، ناحیهٔ چندی‌گر و بخش‌هایی از شمال راجستان را در بر می‌گیرد.
نام اولیه این منطقه سپتا سند یا هفت رود بوده است که در میان ایرانیغ با نام پنجاب که از دو واژهٔ فارسی پنج و آب تشکیل شده‌است ‌و با نام یونانی پنتاپوتامی در میان یونانیان شناخته شد. نام پنجاب توسط مهاجمان ترک مسلمان که به هند حمله کردند، مجددا استفاده شده و سپس در دوره گورکانیان رایج شده‌است. پنجاب به‌طور لغوی به معنای «(سرزمین) پنج رودخانه» است که به این رودخانه‌ها اشاره دارد: جهلم، چناب، راوی، ستلج و رود بیاس.

## نام‌های پیشین
نام قدیم این منطقه ثنگوش به معنای سرزمین «صد گاو» بوده و آن احتمالاً برابر است با سرزمین هفت رود که امروزه برابر با همان پنج رود (پنجاب پاکستان) برابری می‌کند.

## تاریخ حضور هخامنشیان در پنجاب
کوروش، بنیان‌گذار سلسلهٔ هخامنشی، در سال ۵۴۴ ق.م سرزمین‌های شرق ایران را فتح کرد. او در این سال بلخ را تصرف نمود؛ لذا باختر، مهم‌ترین ساتراپ‌نشین شرقی امپراتوری هخامنشی شد. دامنهٔ مسئولیت‌ها و قلمرو نفوذ ساتراپی باختر به قلمرو سرزمین‌های همسایه نیز کشیده می‌شده‌است.
تسخیر پنجاب و درهٔ سند در زمان داریوش اول رخ داد. داریوش پس از سرکوب تمامی قیام‌ها و شورش‌ها در آغاز پادشاهی خود و تثبیت اقتدار خود بر سراسر امپراتوری، درصدد فتوحات جدید برآمد. در حدود ۵۱۷ ق.م او شمال غرب هند را به تصرف خود درآورد.